# (33357) 1999 AX5
(33357) 1999 AX5 est un astéroïde de la ceinture principale d'astéroïdes découvert en 1999.

## Description
(33357) 1999 AX5 a été découvert le 12 janvier 1999 à l'observatoire astronomique d'Ōizumi, situé à Ōizumi, dans la préfecture de Gunma, au Japon, par Takao Kobayashi.

### Caractéristiques orbitales
L'orbite de cet astéroïde est caractérisée par un demi-grand axe de 2,20 ua, un périhélie de 2,07 ua, une excentricité de 0,06 et une inclinaison de 4,99° par rapport à l'écliptique. Du fait de ces caractéristiques, à savoir un demi-grand axe compris entre 2 et 3,2 ua et un périhélie supérieur à 1,666 ua, il est classé, selon la JPL Small-Body Database, comme objet de la ceinture principale d'astéroïdes.

### Caractéristiques physiques
(33357) 1999 AX5 a une magnitude absolue (H) de 15,9 et un albédo estimé à 0,304.